# Parameloe alatus
Parameloe alatus es una especie de coleóptero de la familia Meloidae.

## Distribución geográfica
Habita en Perú y Chile.